# Råbocksantilop
Råbocksantilop (Pelea capreolus) är en art i familjen slidhornsdjur som förekommer i Sydafrika. I engelskspråkiga länder betecknas djuret med namnet rhebok som ursprungligen kommer från afrikaans. Namnet syftar på djurets likhet med rådjuret.

## Kännetecken
Med en genomsnittlig vikt av 20 kg och en mankhöjd av cirka 75 cm är råbocksantilopen en relativ liten antilop. Den har en kroppslängd (huvud och bål) av 115 till 125 cm och en svanslängd av 15 till 30 cm. Pälsen är på ovansidan grå, tjock och ullig och på buken vit. I ansiktet och på extremiteterna förekommer gula nyanser. En naken fläck framför öronen saknas. Djuret har långa smala öron och en stor svart nos. De smala och raka hornen som är 20 till 25 cm långa finns bara hos hannar.

## Utbredning och habitat
Det ursprungliga utbredningsområdet inkluderade bredvid republiken Sydafrika även Lesotho, Swaziland och kanske södra Namibia. Populationen i Botswana finns inte kvar. Idag vistas råbocksantiloper huvudsakligen i bergiga och kuperade regioner. De finns bland annat i nationalparken Bontebok och kring bergstoppen Giant's Castle. Det naturliga habitatet omfattade även den med gräs bevuxna savannen men där blev arten på grund av jakt mycket sällsynt.

## Levnadssätt
Råbocksantilopen äter gräs och löv men förtär även sädesväxter, blommor och rötter. Den är aktiv på dagen och har bra förmåga att hoppa över stenar och klippor.
Djuret lever i flockar som består av en hanne och flera honor med deras ungdjur. Gruppen består av ungefär tio individer och hannen försvarar den mot inkräktare. Vid dessa strider är hannarna mycket aggressiva och ibland tillfogar de motståndaren svåra sår med sina horn. I vissa fall dör en av kontrahenterna. Även angrip mot individer från andra arter som getter och får är dokumenterade. I sällsynta fall bildar flera familjegrupper en hjord med cirka 30 medlemmar. När flocken äter finns alltid en individ som håller vakt.
Fortplantningen sker främst under sommaren och höst med viss variation. Efter cirka sju månaders dräktighet föder honan en unge som gömmer sig under de första 6 veckorna i högt gräs. Ungen diar sin mor i 6 till 8 månader. Könsmognaden infaller för honor efter cirka 16 månader och för hannar efter 18 till 24 månader. Råbocksantilopen kan leva upp till 10 år.

## Systematik
Artens position i familjen är mycket omstridd. John Edward Gray och andra forskare ansåg under senare 1800-talet att råbocksantilopen bilder en egen underfamilj med namnet Peleinae. Grzimeks Tierleben beskrev råbocksantilopen 1968 som en mindre medlem i underfamiljen vatten- och rörbockar. I C. D. Simpsons verk Orders and families of recent mammals of the world är arten en stor representant av den numera upplösta underfamiljen Neotraginae. Skriften The subfamilies and tribes of the family Bovidae ordnar råbocksantilopen till underfamiljen gasellantiloper och det fanns även texter som ansåg att djuret är ett getdjur. Wilson & Reeder klassificerar arten i boken Mammal Species of the World (2005) åter som en släkting till vatten- och rörbockar i underfamiljen Reduncinae.